# ギャラガレギオンズ
『ギャラガレギオンズ』 (GALAGA LEGIONS)は、2008年8月20日にバンダイナムコゲームス（現：バンダイナムコエンターテインメント）がダウンロード販売開始したXbox 360用シューティングゲーム。2009年11月5日発売のパッケージソフト『ナムコミュージアム バーチャルアーケード』、2011年6月23日発売のニンテンドー3DS用ソフト『パックマン&ギャラガ ディメンションズ』にも収録された。

## 概要
『ギャラガ』のリメイク作品で、ワイド画面(16:9)の全領域をゲームフィールドに、総数40,000というギャラガの群隊（legion)が高速で襲いかかってくる。あらかじめ編隊の軌跡が表示された後にギャラガの編隊が出現する。
本作は自機である次元潜航航宙戦闘機 AEf-7 ブロウニードルを操り、さらにサブウェポンであるサテリテも操ってギャラガ群体を撃破する。ブロウニードルは左スティックで操作し、サテリテは右スティックで任意の位置に配してそれぞれショットが撃てる。ブロウニードルには当たり判定があるが、サテリテにはない。
ステージは全5エリアで、各エリアは4つのレベルに分かれている。レベル3までは時間経過で進み、レベル4にはボスが登場する。エリア1から順に攻略する「アドベンチャー」と、任意のエリアをスコアアタックできる「チャンピオンシップ」がある。
オプションでキャラクターのビジュアルタイプを『ギャラクシアン』シリーズのドット風に変更することが出来る。

### 群れ誘爆
中ボスや特定のギャラガを破壊すると周りのギャラガを誘爆出来る。ショットで敵に攻撃を当て続けると上がる得点倍率（最大16倍）が誘爆させた敵のスコアに乗算される。

### レギオンアタック
キャプチャーギャラガを破壊するとギャラガを鹵獲して、ファイターの背後に編隊として配置出来る。レギオンアタックのギャラガは、敵の攻撃で破壊されるかエリア終了までファイターに協力する。

## ギャラガレギオンズ DX
Xbox 360版は2011年6月29日、PlayStation 3版は同年8月3日から配信開始。ナムコ過去作のリメイク企画「ナムコジェネレーションズ」の第2弾として配信された。
サテリテの挙動が前作から変更され、弾幕を張ってギャラガの群れに突入するフォーカス ファイア（サテリテの色は青）と分散放火で仕留めるディフューズ ファイア（サテリテの色は赤）を使い分けて戦っていく。自機がやられそうなときにゲームスピードが一定時間遅くなるスローモーション演出などの新要素が追加された続編。